# ژروم شامپاین
ژروم شامپاین (انگلیسی: Jérôme Champagne؛ ۱۵ ژوئن ۱۹۵۸ – ) یک دیپلمات اهل فرانسه بود.
وی از مقامات بلندپایه سابق فدراسیون جهانی فوتبال محسوب می‌شود، از نامزدهای تصاحب کرسی ریاست فیفاست. او در سال‌های ۱۹۹۹ تا ۲۰۱۰ مدیر روابط بین‌الملل فیفا و مشاور سپ بلاتر بود.